# باتريشيا أوفدرهايدي
باتريشيا آن أوفدرهايدي  (بالإنجليزية: Patricia Aufderheide)‏ هي عالمة وشخصية ثقافية عامة في مجالي الإعلام والتغير الاجتماعي، وخبيرة في الاستخدام العادل في صناعة الوسائط وعلومها. وهي أستاذة جامعية في الجامعة الأمريكية في واشنطون العاصمة، حيث عملت منذ عام 1989 وأدارت مركز وسائل التواصل الاجتماعي، الذي حول فيما بعد إلى مركز الإعلام والتأثير الاجتماعي منذ عام 2000. لقد حصلت على عدد من الجوائز والتكريمات من أجل عملها العلمي والصحافي، بما في ذلك جائزة جون غغنهايم التذكارية في عام 1994.

## التعليم والسيرة المهنية
أوفدرهايدي ذهبت إلى جامعة مينيسوتا، حيث حصلت على شهادة الدكتوراه الخاصة بها في التاريخ، بأطروحة بعنوان «النظام والعنف: الانحراف المجتمعي والتحكم المجتمعي في البرازيل، 1780 - 1840».
كانت محررة رئيسية في مجلة الفيلم الأمريكي، وكذلك المحررة الثقافية لدى مجلة في هذه الأوقات، ثم محررة رئيسة فيما بعد. كانت أستاذة زائرة في جامعة برازيليا، جامعة ديوك، جامعة إيلينوي في شيكاغو وجامعة مينيسوتا. في الفترة 1986 - 1987، كانت تعمل محللة سياسة لدى كنيسة المسيح الموحدة، ومنذ عام 1989، عملت في جامعة واشنطون.

## المؤلفات
كتبت أوفدرهايدي كثيرًا من الكتب، بما فيها كتاب استعادة حق الاستعمال العادل: كيفية إعادة التوازن للملكية الفكرية (بالمشاركة مع بيتر جاسي)، الفيلم الوثائقي: مقدمة قصيرة جدًا، سياسة التواصل والمصلحة العامة: قانون الاتصالات لعام 1996، وكتاب الكوكب اليومي: نقد للثقافة الرأسمالية.
نشرت كذلك عدة مقالات في المجلات العلمية والصحف اليومية من أمثال اللوس أنجلس تايمز. 

## روابط خارجية
- Profile Patricia Aufderheide at American University
- Pat Aufderheide | American University - Academia.edu
- Center for Media & Social Impact